# Tu mirada en mi
Tu mirada en mi è un singolo del gruppo musicale statunitense Ha*Ash, pubblicato il 22 aprile 2006 come quarto singolo dal secondo album in studio Mundos opuestos.

## La canzone
La traccia, è stata scritta da Ashley Grace, Hanna Nicole, Áureo Baqueiro, Gian Marco, Salvador Rizo.

## Video musicale
Il video, diretto da David Ruiz, è stato pubblicato su YouTube il 24 ottobre 2010. Il video ha raggiunto 62 milioni di visualizzazioni su Vevo.

## Tracce
Download digitale
1. Tu mirada en mi – 3:44 (Ashley Grace, Hanna Nicole, Áureo Baqueiro, Gian Marco, Salvador Rizo)

## Formazione
- Ashley Grace – voce, composizione, chitarra
- Hanna Nicole – voce, composizione, chitarra
- Gian Marco – composizione
- Salvador Rizo – composizione
- Áureo Baqueiro – composizione, programmazione, produzione
- Gerardo García  – chitarra
- Tommy Morgan  – harmonica.
- Gabe Witcher  – violin.

## Classifiche
| Classifica (2006)                       | Posizione massima |
| --------------------------------------- | ----------------- |
| Stati Uniti Latin Pop Songs (billboard) | 24                |